# Condado de Marion (Indiana)
El condado de Marion (en inglés: Marion County), fundado en 1822, es un condado del estado estadounidense de Indiana. En el censo de los Estados Unidos de 2020 tenía una población de 977 203 habitantes con una densidad poblacional de 2463,9 personas por milla² (951,3 por km²). La sede del condado es Indianápolis.

## Geografía
Según la Oficina del Censo, el condado tiene un área total de 1044 km² (403,1 mi²), de la cual 1026 km² (396,1 mi²) es tierra y 18 km² (6,9 mi²) es agua.

## Demografía
En fecha censo de 2000, había 860 454 personas, 352 164 hogares, y 213 411 familias que residían en el condado.
En el 2000 la renta per cápita promedia del condado era de $ 40 421 y el ingreso promedio para una familia era de $49 387. El ingreso per cápita para el condado era de $21 789. En 2000 los hombres tenían un ingreso per cápita de $36 503 frente a $27 846 para las mujeres. Alrededor del 11,40 % de la población estaba bajo el umbral de pobreza nacional.

## Condados adyacentes
- Condado de Hamilton (norte)
- Condado de Hancock (este)
- Condado de Shelby (sureste)
- Condado de Johnson (sur)
- Condado de Morgan (suroeste)
- Condado de Hendricks (oeste)
- Condado de Boone (noroeste)

## Ciudades y pueblos
- Beech Grove
- Clermont
- Crows Nest
- Homecroft
- Indianápolis
- Lawrence
- Meridian Hills
- North Crows Nest
- Rocky Ripple
- Southport
- Speedway
- Spring Hill
- Warren Park
- West Newton
- Williams Creek
- Wynnedale

## Principales carreteras
- Interestatal 65
- Interestatal 69
- Interestatal 70
- Interestatal 74
- Interestatal 465
- U.S. Route 31
- U.S. Route 36
- U.S. Route 40
- U.S. Route 52
- U.S. Route 136
- U.S. Route 421
- Carretera Estatal 37
- Carretera Estatal 67
- Carretera Estatal 135